# Mecanismes d'emissió dels esclats de raigs gamma

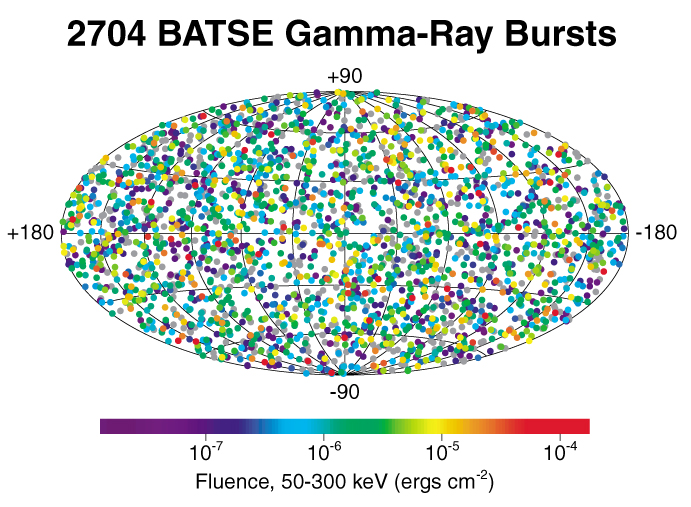
La imatge mostra la localització de 2.512 brots de raigs gamma detectats durant 8 anys d'observació.

Els mecanismes d'emissió dels esclats de raigs gamma són les teories que expliquen com l'energia d'un progenitor d'esclat de raig gamma (independentment de la naturalesa real del progenitor) es converteix en radiació. Aquests mecanismes són un tema important d'investigació a partir del 2007. Les corbes de llum ni els espectres al principi del GRB mostren semblança amb la radiació emesa per qualsevol procés físic familiaritzat.